# Кристиан Шепард
Кристиан Шепард (англ. Christian Shephard) — один из самых загадочных героев американского телесериала «Остаться в живых» (производство ABC).

## Биография

### Вне Острова
Кристиан — отец Джека Шепарда. Кардиохирург, работал в больнице Св. Себастьяна. Когда в детстве Джека побили, когда он защищал друга, отец поругал его, за то, что Джек пытался строить из себя героя. У Кристиана были отношения с Кэрол Литтлтон, приехавшей из Австралии. Когда она вернулась домой, у неё родилась дочь Клэр. Кристиан часто навещал их и поддерживал, но Кэрол и её сестра Линсди были против такой двойной жизни и перестали пускать его к Клэр.
Кристиан часто советовал Джеку сообщать пациентам больше хорошего, пусть это будет и неправда. Когда он узнаёт о том, что Кэрол попала в аварию, он едет в Австралию, где встречает Клэр и говорит, кто он. Она, впрочем, не хочет с ним общаться и уходит из кафе, где они сидят, не узнав его имени. Вернувшись в Лос-Анджелес, Кристиан пытается отговорить от операции старика из Италии, но у него ничего не получается.
Когда Кристиан узнаёт о разрыве Джека и его жены Сары, он пытается поговорить с ней по телефону. Позже когда Джек крадёт у Сары телефон, чтобы узнать имя её нового мужчины, он находит в списке телефон Кристиана. Считая, что Сара ушла именно к нему, Джек врывается на собрание анонимных алкоголиков и избивает Кристиана. Тот напивается впервые за 50 дней и по телефону просит Сару внести залог за Джека. Позже, Кристиан проводит операцию в состоянии алкогольного опьянения, перерезает пациентке артерию и, несмотря на вмешательство Джека, она гибнет. Кристиан уговаривает Джека написать в отчёте, что пациентку нельзя было спасти, но позже на комиссии по этому случаю Джек рассказывает правду и Кристиана увольняют. В баре аэропорта Кристиан встречает Ану-Люсию и нанимает её в качестве сопровождающего. Вместе они едут в Австралию, где Шепард напивается и ночью наведывается в дом Линдси, чтобы поговорить с дочерью, Линсди не пускает его, Ана-Люсия уводит Кристиана. Он расстается с Аной-Люсией и идёт в бар, где пьёт вместе с Сойером. Он рассказывает как сожалеет, что не может позвонить своему сыну и извиниться, и гордится честностью Джека.
Покинув бар, Кристиан умирает от сердечного приступа. Его тело отвозят в морг, где позднее его опознаёт Джек. Он собирается похоронить отца в Лос-Анджелесе, но у него возникают проблемы с транспортировкой тела.

### На Острове
На острове, в образе Кристиана гуляет Антипод Джейкоба (АД), он же дымовой монстр. АД умеет принимать образы людей, чьи тела находятся на острове, но не были похоронены — например, Кристиана, Йеми, Локка).
После крушения, Джек видит АД на острове. Следуя за ним, Джек находит пещеры в которых есть пресная вода. Там же он находит гроб, однако тела Кристиана внутри нет (видимо, АД забрал его, чтобы уберечь от похорон. Если бы Джек нашёл тело, он бы похоронил Кристиана, и АД был бы заперт в образе погребённого).
В мобизоде «Так всё начинается» Винсент (собака Уолта) сразу после крушения видит Кристиана в джунглях. Он говорит, что пёс должен разбудить Джека.
Хёрли, проходя мимо хижины Джейкоба (которая на самом деле является хижиной АДа), заглядывает внутрь и видит самого АДа в образе Кристиана в кресле-качалке.
Ночью, при возвращении в лагерь Клэр видит своего сына Аарона на руках у Кристиана. Позже Сойер обнаружил, что Клэр пропала.
Когда Локк пришёл в хижину поговорить с Джейкобом встретил там Кристиана. После вопроса: «Вы Джейкоб?» Кристиан ответил: «Нет. Но могу говорить от его имени». Кристиан сказал Локку переместить Остров.
На корабле Чарльза Уидмора, Майкл видит Кристиана, пытаясь обезвредить бомбу. Кристиан говорит «Ты можешь уйти». Позже корабль взрывается и Майкл погибает.
В попытке остановить скачки Острова во времени, Локк спускается вниз станции Орхидея, очередной скачок заманил его в ловушку. Падая вниз Локк в очередной раз ломает ногу. Кристиан встретил Локка в подземной пещере. И напомнил, что просил его переместить Остров, что нужно было спасти его, но вместо этого остров переместил Бен. Из этого ничего хорошего не получилось.
Кристиан подтвердил слова Ричарда, о том что Локк умрёт в своей попытке убедить «шестёрку Ошеаник» вернуться на Остров. Тем не менее, Локк сказал, что готов пожертвовать собой и попросил помощи, чтобы встать, но Кристиан сказал, что он не может помочь ему. Локк кое-как встал и начал крутить колесо за секунду до вспышки, Кристиан попросил Локка передать привет его сыну. Локк крикнул: «Кто твой сын?», но тот уже исчез. Локк все же догадался, кто сын Кристиана.
В финале пятого сезона становится известно, что телом Локка, а скорее всего, и Кристиана, предположительно управлял Человек в чёрном. В серии The Last Recruit антипод Джейкоба признаётся Джеку, что это он приходил к нему в образе его отца.